# 杉山卓 (アニメ演出家)
杉山 卓（すぎやま たく、1937年5月8日 - ）は、日本の男性アニメーター、アニメ演出家、アニメ監督。造形表現研究所所長及びタクプロダクション代表（株式会社デック）。京都アニメーション共同創業者の八田陽子（旧姓: 杉山）は実妹。2019年現在は静岡県浜松市北区に在住。妻も東映動画の元アニメーター（入社は杉山より3年後）である。

## 来歴
東京府（後の東京都）出身。太平洋戦争末期は山形県に疎開していた。東京都立豊多摩高等学校卒業。高校時代は山岳部に所属していた。宮崎駿夫人となる大田朱美とは中学高校で同窓だったという。
1956年5月、浪人生として東京芸術大学油絵科を目指していた時に、新聞に載った東映動画の募集広告を見た姉の勧めで採用申込に応じ、東映動画（現・東映アニメーション）に1期生として入社する。応募者800人の中で合格者は杉山を含めて10人（うち1人は辞退）だったという。同期には永沢詢、楠部大吉郎、小山礼司、福島信行、小田克也、江藤昌治がいた。
その後、武蔵野美術学校に入学するために東映動画を退職し、同校卒業後は岩波映画製作所やテレビ動画の製作に従事した。後に手塚治虫に誘われて、手塚の設立した虫プロダクションに移り、演出家となる。虫プロでは『鉄腕アトム』に携わる。『W3』ではチーフディレクターとなる。虫プロ倒産後も手塚との関わりは続き、1980年に公開された劇場アニメ『火の鳥2772 愛のコスモゾーン』では監督・脚本を務めた。
アニメブームが起こった1970年代後半から1980年代前半にかけて、日本のアニメ史や新作アニメを紹介する書籍を複数執筆し、ジュブナイル小説も数点上梓していた。2010年代には後述の教育活動の傍ら、遠州地方振興のための事業に協力している。

### 京都アニメーション
虫プロ在籍当時、妹の陽子から高校卒業後にアニメ業界へ入りたいという相談を受けて虫プロを紹介し、陽子は虫プロで仕上職となった。1981年、アニメ業界を離れて京都府宇治市に居住していた陽子から、アニメ（彩色）の事業立ち上げについて相談を受けた際には、シンエイ動画の社長になっていた楠部を紹介し、京都アニメーション創立の発端となった。その後は長らく疎遠となっていたが、2019年7月18日に京都アニメーション放火殺人事件が発生した後は、創業者の兄及び創業に携わった人物として報道機関への取材に度々応じている。

## 教育
長年にわたり、幼児の知能教育や後進アニメーターの育成に力を注いでいる。1967年、杉並区上井草にお絵描き教室「柿の木美術教室」を設立したのを契機に造形表現研究所を起業（1975年に株式会社デックとして法人化）。幼児教育のための教材の開発・販売を行っている。また、住居に近い浜松市立平山小学校にも、アニメーション製作の実習体験のために度々訪れている。一方で、2013年の時点で東京デザインテクノロジーセンター専門学校においてアニメーションテクニック担当の講師を務め、2020年現在は豊橋市にてアニメーター養成講座を月に2回開いている。なお、アニメーション製作体験のために開発した「パラパラマンガ実演機」（アニメパラパラボックス）は特許を出願したものの、審査請求がなされなかったために2016年9月6日付でみなし取下となっている。

## 参加作品

### 監督作
※括弧内は放映開始年または公開年、役職。
テレビアニメ
- ドルフィン王子（1965年、原案・演出・作画）
- W3（1965年、チーフディレクター）
- アニマル1（1968年、監督・演出監修）
- ワンダーくんの初夢宇宙旅行[注 4]（1969年1月2日、監督）[29][30]
- ワンワン三銃士（1981年、監督[注 5]）
- ふしぎの国のアリス（1983年 - 1984年、監督）
- ふしぎなコアラブリンキー（1984年、監督）
- ボスコアドベンチャー（1986年、監督）

劇場アニメ
- 火の鳥2772 愛のコスモゾーン（1980年、監督・脚本[1]）
- フリテンくん（1981年、監督・脚本[1]）
- 殺人切符はハート色（1990年、監督[1]）

### その他
テレビアニメ
- 怪盗プライド（1965年、演出）
- がんばれ!マリンキッド（1966年、原作）
- 海底少年マリン（1969年、原作）
- 国松さまのお通りだい（1972年、演出）
- フーセンのドラ太郎（1981年、絵コンテ）
- タオタオ絵本館（1983年、絵コンテ）
- トッポ・ジージョ→夢見るトッポ・ジージョ（1988年、脚本）

劇場アニメ
- 白蛇伝（1958年、動画）[31]
- 少年猿飛佐助（1959年、動画）[31][1]
- 九尾の狐と飛丸（1968年、キャラクターデザイン・作画監督[1]・共同演出）[31]

テレビドラマ
- チビラくん（1970年、タイトルアニメーション）

## 著書

### アニメ関係
- 『テレビアニメ全集』(1 - 3) 秋元書房〈秋元文庫〉、1978年 - 1979年、NCID BA37793660
- 『東映動画長編アニメ大全集』（上・下）徳間書店、1978年、NCID BA35618615
- 『アニメ・ハンドブック』秋元書房〈秋元文庫〉、1981年、NCID BA40504320
- 『青春アニメ・グラフィティ テレビ編』集英社〈集英社文庫コバルトシリーズ〉、1981年、全国書誌番号:82004344
- 『青春アニメ・グラフィティ 劇場映画編』集英社〈集英社文庫コバルトシリーズ〉、1982年、全国書誌番号:82052478
- 『アニメnow 1982アニメーション年鑑』集英社〈集英社文庫コバルトシリーズ〉、1982年、全国書誌番号:82027778
- 『アニメnow テレビ・アニメーション全科』集英社〈集英社文庫コバルトシリーズ〉、1983年、ISBN 4-08-610552-7

### 小説
※いずれも集英社文庫コバルトシリーズ。
- 『サイボーグ009超銀河伝説』1980年
- 『タイム・ドカン』1980年
- 『Viva!プラザストリート共和国』1981年
- 『旗本ギャルは高校生』1982年
- 『アニメダマ』1984年

## 関連書籍
- 『まんだらけZENBU NO.47 杉山卓インタビュー』まんだらけ出版部、2010年。